# Worachai Chaisura
Worachai Chaisura (thailändisch วรชัย ไชยสุระ, * 17. Juli 1997) ist ein thailändischer Fußballspieler.

## Karriere
Worachai Chaisura steht seit mindestens 2019 beim Raj-Pracha FC unter Vertrag. Der Verein aus der thailändischen Hauptstadt Bangkok spielte in der dritten Liga, der Thai League 3. Hier trat der Verein in der Lower Region an. Die Saison 2020/21 schloss man als Vizemeister der Western Region ab und stieg anschließend in die zweite Liga auf. Sein Zweitligadebüt für Raj-Pracha gab Worachai Chaisura am 4. September 2021 (1. Spieltag) im Auswärtsspiel gegen den Chainat Hornbill FC. Hier stand er in der Startelf und spielte die kompletten 90 Minuten. Das Spiel endete 0:0.

## Erfolge
Raj-Pracha FC
- Thai League 3 – West: 2020/21 (Vizemeister)  ▲